# Navire autonome
Un navire autonome ou navire automatisé, est un navire capable de naviguer de manière autonome ou partiellement autonome. Il fait partie de la catégorie des véhicules autonomes.
Le navire peut être piloté à distance depuis un poste de contrôle à terre mais il peut aussi être capable de naviguer par lui-même à l'aide de ses systèmes internes sans l'intervention d'un opérateur grâce à de nombreux capteurs, caméras et instruments pouvant être connectés comme le radar, le lidar, le système de positionnement par satellites, l'ECDIS, l'AIS, le sondeur bathymétrique, le sonar  etc.

## Définitions selon l'OMI
L'OMI définit ainsi des degrés d'autonomie ,.
- Degré 1 : Le navire est doté de processus automatisés et d'une aide à la décision (équipage présent à bord).
- Degré 2 : Le navire est commandé à distance avec des gens de mer à bord (équipage réduit).
- Degré 3 : Le navire est commandé à distance sans gens de mer à bord.
- Degré 4 : Le navire est complètement autonome.

## Responsabilités
La personne qui exerce de fait le commandement du navire doit justifier de ses qualités de marin et de formation de capitaine.
Dans la mesure ou le navire serait complètement autonome, le concepteur du logiciel ou l'intelligence artificielle qui prendrait des décisions serait donc responsable. Ces responsabilités restent à être bien définies.
De nombreuses données vont transiter, ces données pourraient être illégalement enregistrées. Les identités pourraient être usurpées.

## Redéfinition des règles internationales?
Le règlement international pour prévenir les abordages en mer mentionne dans sa règle 5 qu'une veille permanente visuelle et auditive doit être assurée, cette règle devra-t-elle être modifiée ?
La Solas oblige à porter assistance à un navire en détresse, comment porter assistance sans équipage ?

## Les différents projets de navires autonomes
- Seamless est un projet européen (Safe, Efficient and Autonomous Multimodal Library of European Shortsea and inland Solutions)[4]. L'élément projet maritime sera le navire Zulu Mass[5] qui naviguera entre la Grande Bretagne et les Pays-Bas[6],[7]. L'élément projet fluvial la barge X-Barge qui naviguera à partir de Terneuzen sur les canaux entre Dourges et Duisburg.

- À Stockholm, en Suède, le ferry autonome Zeabus a réalisé son voyage inaugural en 2023, au degré 1 (Un capitaine présent à bord)[8].

- L'armement norvégien Fjord1 a annoncé la commande de quatre ferry amphidromes au chantier Turc Tersan. Ces derniers, destinés à la liaison entre Lavik et Oppdal (sur la côte ouest norvégienne), sont prévus pour effectuer des navigations autonomes en 2026[9],[10].

## Galerie

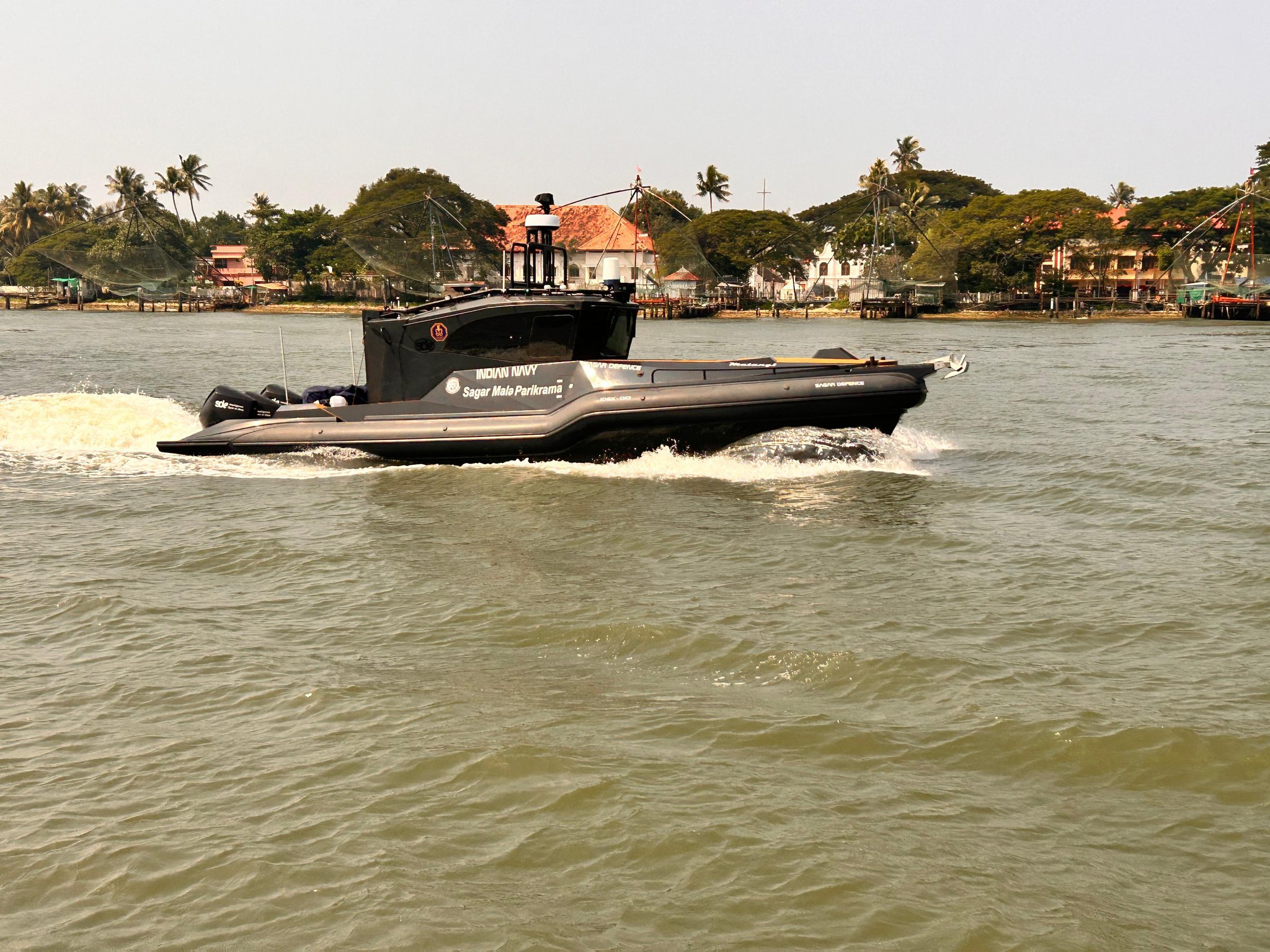
Vedette militaire Indienne autonome (2024).